# 서울마포우체국
서울마포우체국(서울麻浦郵遞局)은 우편, 택배, 국제특급(EMS) 업무 및 우체국예금보험 관련 업무를 수행하는 서울지방우정청 소속 우체국이다. 서울특별시 마포구 마포대로 25에 있다.

## 기본 정보
- 주소: 서울특별시 마포구 마포대로 25
- 우편번호: 04167

## 연혁
- 1903년 5월 1일: 한성우체사 마포지사 개국[1]
- 1905년 3월 30일: 마포우편수취소 설치[2]
- 1905년 5월 19일: 마포우편수취소 폐소
- 1905년 5월 20일: 경성우편국 마포출장소 개소[3]
- 1906년 6월 30일: 경성우편국 마포출장소 폐소
- 1906년 7월 1일: 마포우편전신수취소 개소[4]
- 1907년 3월 31일: 마포우편전신수취소 폐소
- 1907년 4월 1일: 마포우편소 설치[5]
- 1910년 11월 25일: 도화동 내계로 이전
- 1933년 3월 31일: 우편집배업무 서대문우편국으로 이관[6]
- 1969년 12월 10일: 개국(2과 7계, 소속국 1국)
- 1969년 12월 31일: 신축(지하 1, 지상 3 층)
- 1982년 1월 1일: 용산구관내 소속국 편입(12국)
- 1988년 9월 5일: 증축(지상 4,5층)
- 1997년 7월 1일: 직제개편 (용산구관내 소속국 11국 용산우체국 편입)
- 1997년 10월 1일: 직제개편 (계 폐지 -> 과 편제)
- 2003년 7월 30일: 직제개편 (4과 1실, 소속국 9국 )
- 2004년 7월 1일: 서울지법서부지원우체국을 서울서부지방법원우체국으로 명칭 변경[7]
- 2004년 12월 1일: 직제개편(3과 1실, 소속국 9국, 취급국 11국)
- 2008년 11월 1일: 서울도화2동우편취급국을 서울도화동우편취급국으로 명칭 변경[8]
- 2010년 11월 15일: 직제개편(3과 1실, 소속국 10국, 취급국 11국)
- 2011년 8월 12일: 직제개편(3과1실, 소속국10국, 취급국 10국)
- 2014년 1월 1일: 우편구역을 다음과 같이 고시[9]

| 배달국         | 배달구역      | 구역번호      |
| -------------- | ------------- | ------------- |
| 서울마포우체국 | 마포구 전지역 | 03900 ~ 04214 |

- 2014년 7월 4일: 직제개편(3과1실, 소속국8국, 취급국 10국). 서강대학교우체국, 홍익대학교우체국 폐국[10], 서울염리동우편취급국 폐국[11]
- 2014년 9월 30일: 서울도화동우편취급국 위탁계약 해지[12]
- 2014년 10월 1일: 서울도화동우편취급국 재개국[12]
- 2017년 1월 2일: 우편구역을 다음과 같이 고시[13]

| 배달국         | 배달구역      | 구역번호      |
| -------------- | ------------- | ------------- |
| 서울마포우체국 | 마포구 전지역 | 03900 ~ 04214 |

## 관할 우체국
| 우체국명               | 사진 | 주소                                        | 비고                                                |
| ---------------------- | ---- | ------------------------------------------- | --------------------------------------------------- |
| 서강대학교우체국       |      | 서울특별시 마포구 백범로 35 (신수동)        | 2014년 7월 4일 폐국                                 |
| 서강대학교우편취급국   |      | 서울특별시 마포구 백범로 35(신수동)         |                                                     |
| 서울공덕2동우편취급국  |      | 서울특별시 마포구 마포대로14길 14-1(공덕동) |                                                     |
| 서울노고산동우편취급국 |      | 서울특별시 마포구 신촌로20길 9(노고산동)    |                                                     |
| 서울대흥동우편취급국   |      | 서울특별시 마포구 독막로 248-1(대흥동)      |                                                     |
| 서울도화동우편취급국   |      | 서울특별시 마포구 삼개로24(도화동)          | 2008년 11월 1일 서울도화2동우편취급국에서 명칭 변경 |
| 서울동교동우편취급국   |      | 서울특별시 마포구 신촌로4길 3(동교동)       |                                                     |
| 서울망원동우체국       |      | 서울특별시 마포구 월드컵북로 111(망원동)    |                                                     |
| 서울망원동우편취급국   |      | 서울특별시 마포구 망원로 49(망원빌딩 1층)   |                                                     |
| 서울상암동우편취급국   |      | 서울특별시 마포구 월드컵북로 352(상암동)    |                                                     |
| 서울상암디지털우체국   |      | 서울특별시 마포구 상암산로1길 75(상암동)    |                                                     |
| 서울서교동우체국       |      | 서울특별시 마포구 양화로 62(서교동)         |                                                     |
| 서울서부지방법원우체국 |      | 서울특별시 마포구 마포대로 174(공덕동)      | 2004년 7월 1일 서울지법서부지원우체국에서 명칭 변경 |
| 서울성산2동우체국      |      | 서울특별시 마포구 월드컵북로 227(성산동)    |                                                     |
| 서울성산동우체국       |      | 서울특별시 마포구 월드컵북로 112(성산동)    |                                                     |
| 서울성산유원우편취급국 |      | 서울특별시 마포구 월드컵북로26길 17(성산동) |                                                     |
| 서울신수동우편취급국   |      | 서울특별시 마포구 신수로 46(신수동)         |                                                     |
| 서울아현동우체국       |      | 서울특별시 마포구 신촌로 266(아현동)        |                                                     |
| 서울염리동우편취급국   |      | 서울특별시 마포구 백범로 115 (염리동)       | 2014년 7월 4일 폐국                                 |
| 서울용강동우편취급국   |      | 서울특별시 마포구 토정로 277(용강동)        |                                                     |
| 서울창전동우체국       |      | 서울특별시 마포구 독막로20길 42(창전동)     |                                                     |
| 홍익대학교우체국       |      | 서울특별시 마포구 와우산로 94 (상수동)      | 2014년 7월 4일 폐국                                 |

## 조직
- 영업과
  - 고객지원실
- 경영지도실
- 지원과
- 우편물류과
  - 물류실
  - 민원실